# Tigerton (Wisconsin)
Tigerton es una villa ubicada en el condado de Shawano en el estado estadounidense de Wisconsin. En el Censo de 2010 tenía una población de 741 habitantes y una densidad poblacional de 157,72 personas por km².

## Geografía
Tigerton se encuentra ubicada en las coordenadas 44°44′30″N 89°2′45″O / 44.74167, -89.04583. Según la Oficina del Censo de los Estados Unidos, Tigerton tiene una superficie total de 4.7 km², de la cual 4.63 km² corresponden a tierra firme y (1.38%) 0.06 km² es agua.

## Demografía
Según el censo de 2010, había 741 personas residiendo en Tigerton. La densidad de población era de 157,72 hab./km². De los 741 habitantes, Tigerton estaba compuesto por el 92.31% blancos, el 0.27% eran afroamericanos, el 3.24% eran amerindios, el 0.27% eran asiáticos, el 0% eran isleños del Pacífico, el 1.48% eran de otras razas y el 2.43% pertenecían a dos o más razas. Del total de la población el 1.89% eran hispanos o latinos de cualquier raza.